# Убиња
Убиња (фр. Aubignas) насеље је и општина у источној Француској у региону Рона-Алпи, у департману Ардеш која припада префектури Прива.
По подацима из 2011. године у општини је живело 440 становника, а густина насељености је износила 28,53 становника/km². Општина се простире на површини од 15,42 km². Налази се на средњој надморској висини од 300 метара (максималној 664 m, а минималној 160 m).

## Демографија
| 1962. | 1968. | 1975. | 1982. | 1990. | 1999. | 2011. |
| ----- | ----- | ----- | ----- | ----- | ----- | ----- |
| 158   | 208   | 230   | 246   | 308   | 337   | 440   |

График промене броја становника у току последњих година